# Нёфшатель, Николас
Николас Нёфшатель (совр. немецкое произношение: Нойшатель, также Нейшатель по прозванию Николас Люцидель (нидерл. Nicolas Neufchatel, Nicolas Lucidel — Николас Светоносный, Николас Яркий; 1527, Монс — не ранее 1573, Нюрнберг, Баварский округ) — фламандский художник-портретист, работавший в Германии. Представитель  Северного Возрождения.

## Биография
Николас Нёфшатель родился в Монсе, столице графства Эно (Геннегау) в южной Фландрии. Ещё мальчиком отправился в Антверпен, где учился живописи у Питера Кука ван Альста и в этом качестве упоминается в сохранившихся документах в 1539 году. После завершения обучения, он переехал в Мехелен, в дальнейшем какое-то время работал в Брюгге. Последователь Кальвина, он, по всей видимости, покинул Испанские Нидерланды в правление испанского короля Филиппа II (1556), который начал борьбу с «ересью кальвинизма». К 1561 году Николас прибыл в немецкий Нюрнберг, в те времена — богатый торговый город, переживавший свой экономический расцвет.

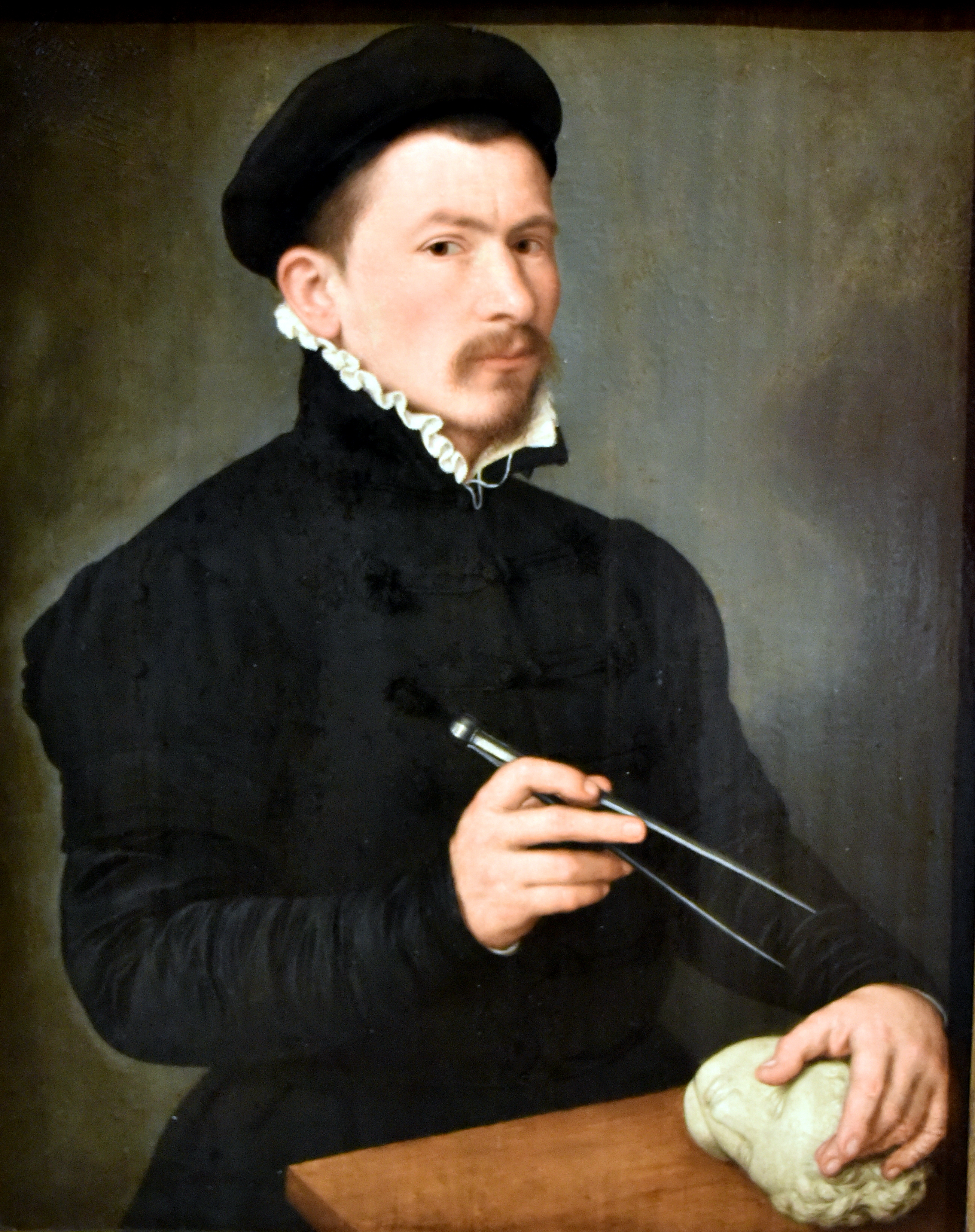
Портрет скульптора (предположительно Йохана ван дер Шардта). 1570-е. Национальный музей Швеции, Стокгольм.

В Нюрнберге в 1560-е годы Нёфшатель зарекомендовал себя выдающимся портретистом, получал многочисленные заказы местного патрициата). Однако и в Нюрнберге он столкнулся с обвинениями, связанными с исповеданием кальвинизма (1567). Однако художник имел покровителей в лице богатых заказчиков, и поэтому, согласно сохранившимся документам, церковные власти Нюрнберга в его случае ограничились словесным предупреждением. Тем не менее, в 1570-е годы имя Нёфшателя исчезло из документов. Последний из известных портретов его работы датируется 1573 годом. По одним данным, он скончался в Нюрнберге вскоре после этого; по другим (вариант, приводимый в словаре XIX века) отправился в Прагу, где прожил ещё два десятка лет.

### Творчество
Зачинатель немецкого искусствоведения Иоахим фон Зандрарт (1606—1688) в своём труде «Немецкая академия  зодчества, ваяния и живописи» («Teutsche Academie der Edlen Bau-, Bild- und Mahlerey-Künste») хвалит портреты кисти Нёфшателя за «верный выбор красок и поз и хорошую технику», а также за то, что они «характерны и живы, ясно и уверенно написаны, тщательно смоделированы и имеют яркую цветовую палитру».
Выявленное наследие Нёфшателя составляет около сорока сохранившихся портретов, причём все они был написаны в нюрнбергский период (1561—1573). Портреты отличаются мастерством и ставят Нёфшателя в ряд выдающихся художников Северного Возрождения в Германии.
Среди наиболее известных работ Нёфшателя — написанные им портреты жителей Брюгге Яна де Февера и Анны де Бланке, которые ныне находятся в коллекции музея Грунинге в Брюгге. Другие портреты работы мастера хранятся в собраниях ключевых музеев Мюнхена, Вены, Лондона, Варшавы, Копенгагена и так далее. Государственный Эрмитаж в Санкт-Петербурге располагает четырьмя портретами кисти Нёфшателя (в эрмитажном каталоге его фамилия по традиции записана ка Нейшатель).

## Галерея

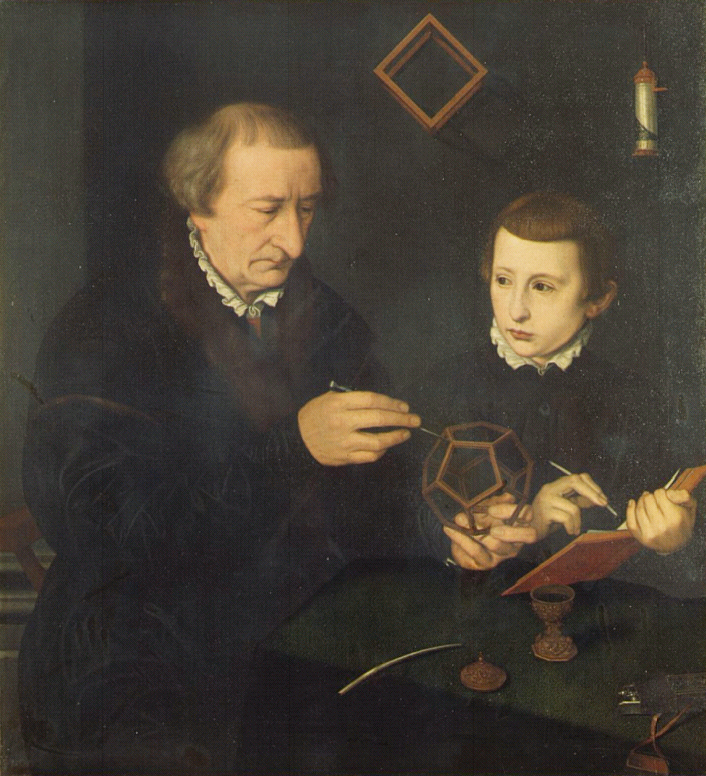
Портрет каллиграфа и учёного Иоганна Нойдорфера с учеником. 1561. Холст, масло. Старая Пинакотека, Мюнхен
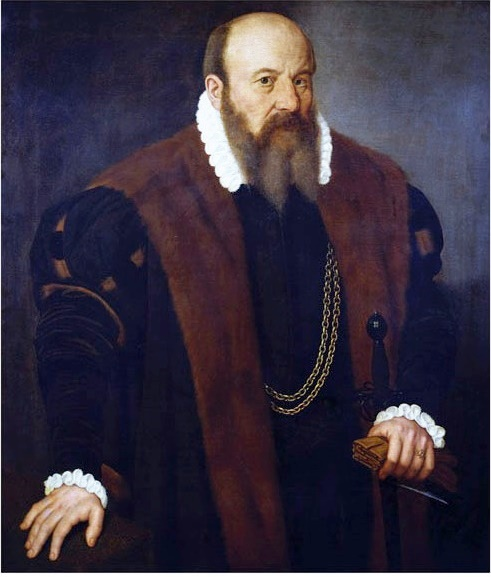
Портрет Андреаса Имхоффа, нюрнбергского патриция.
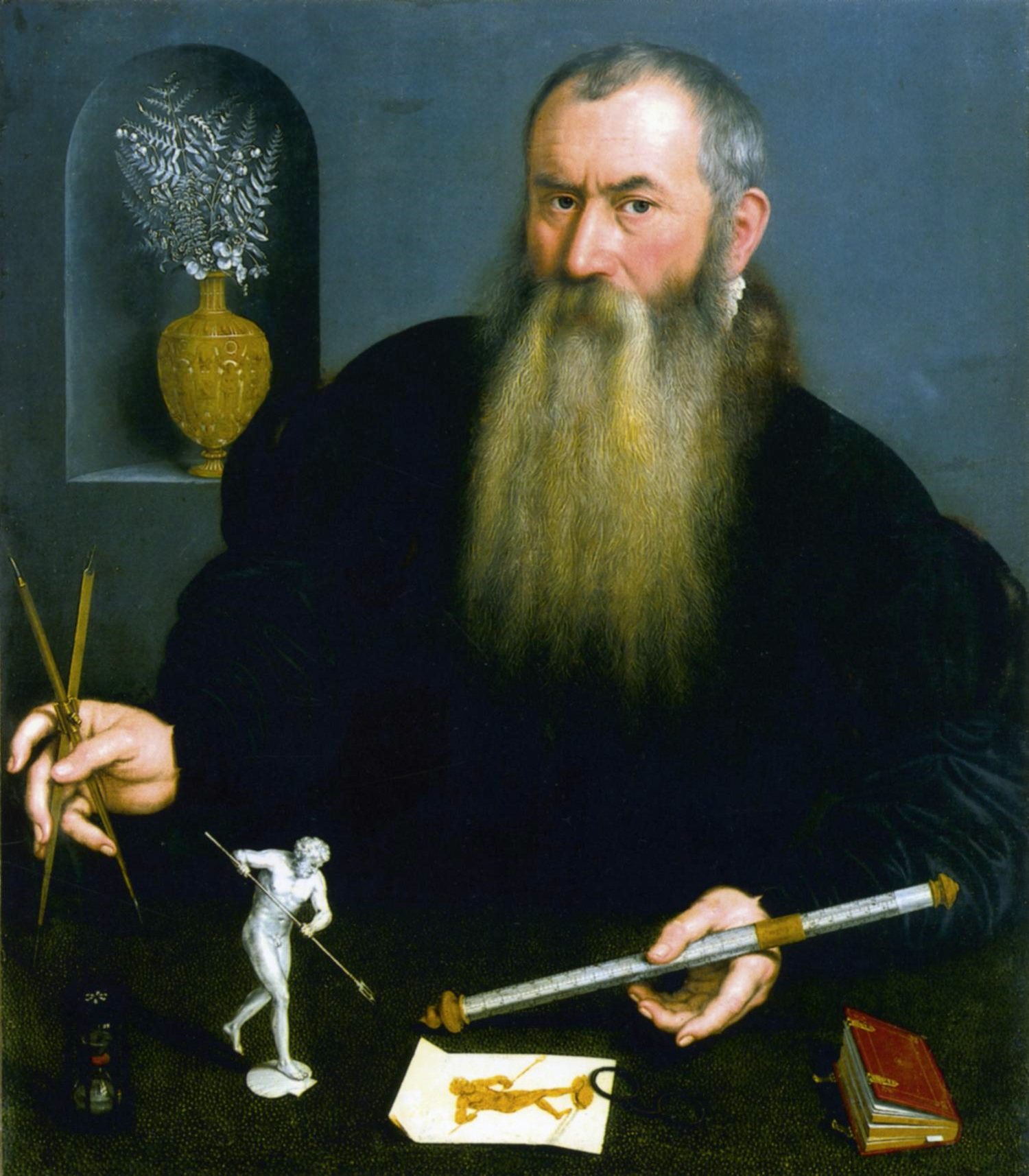
Портрет ювелира и гравёра Венцель Ямницер. Ок. 1562. Дерево, масло. Музей искусства и истории, Женева
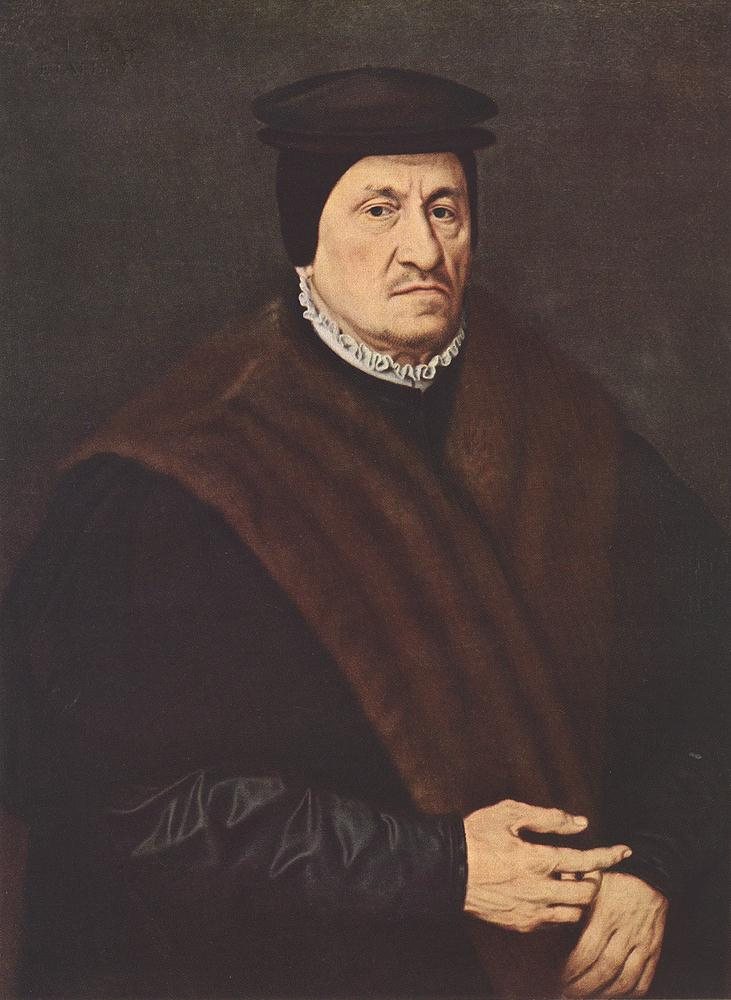
Портрет неизвестного патриция. 1567. Холст, масло. Государственный Эрмитаж, Санкт-Петербург
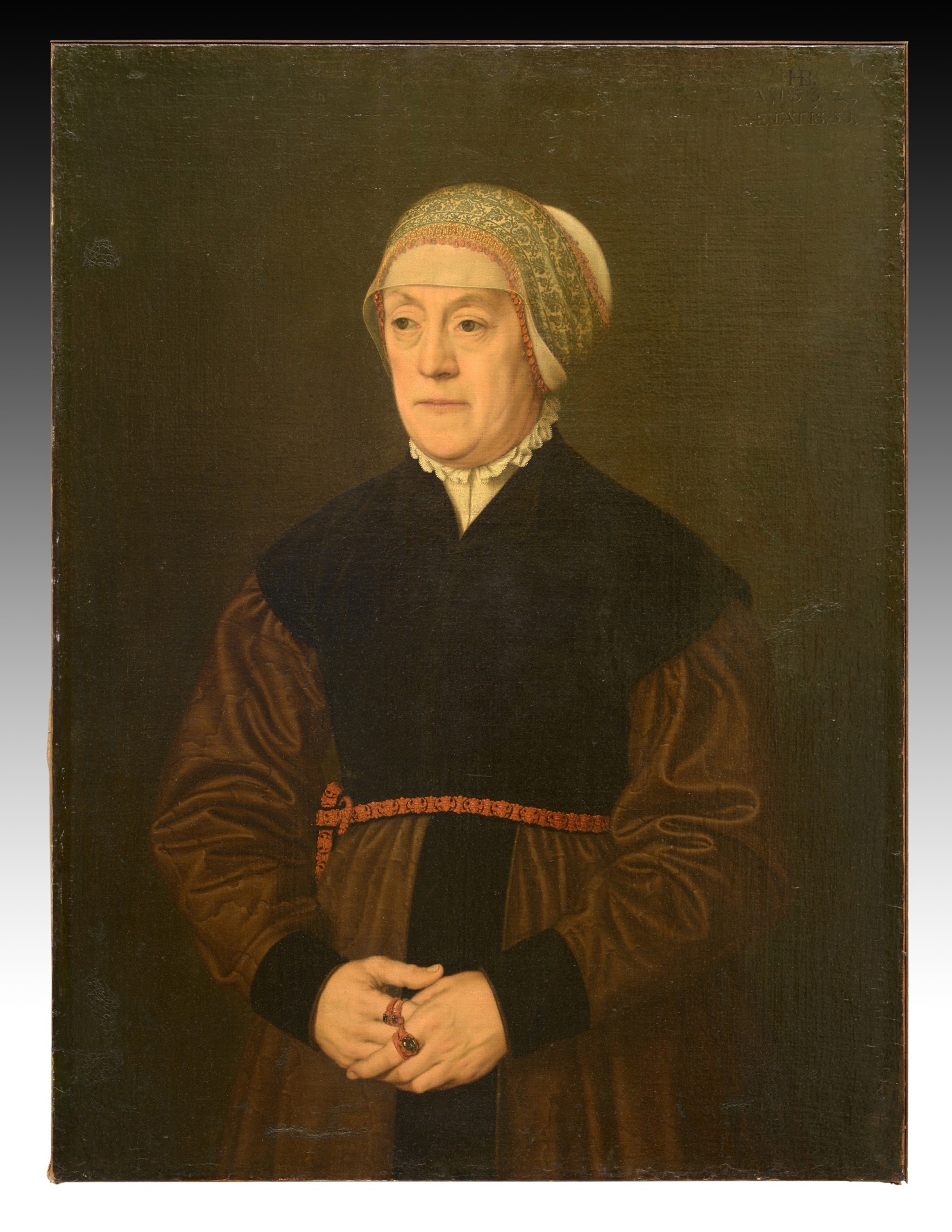
Портрет неизвестной дамы. 1562, Дерево, масло. Государственный Эрмитаж, Санкт-Петербург
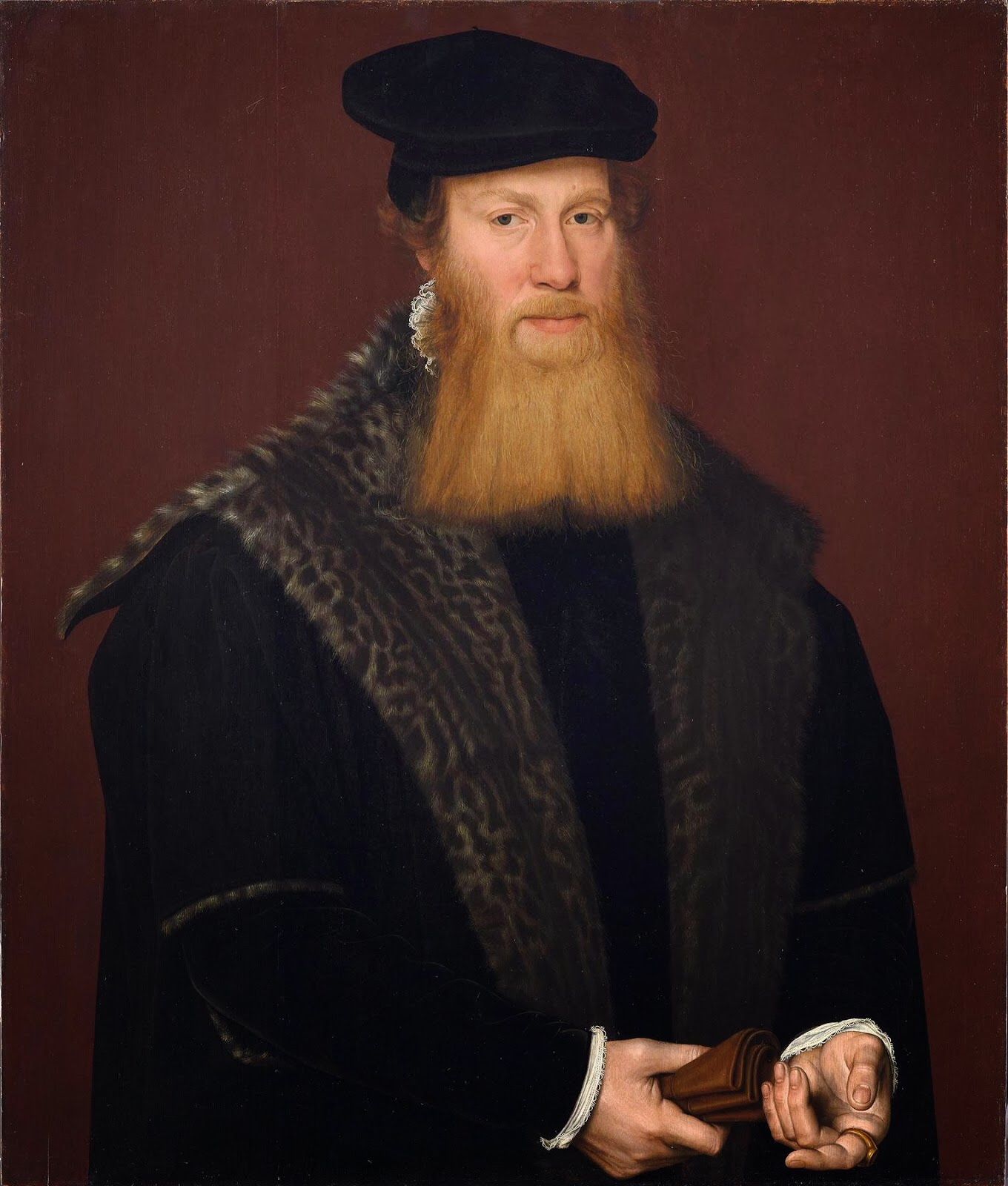
Портрет неизвестного, 1560-е, холст, масло.
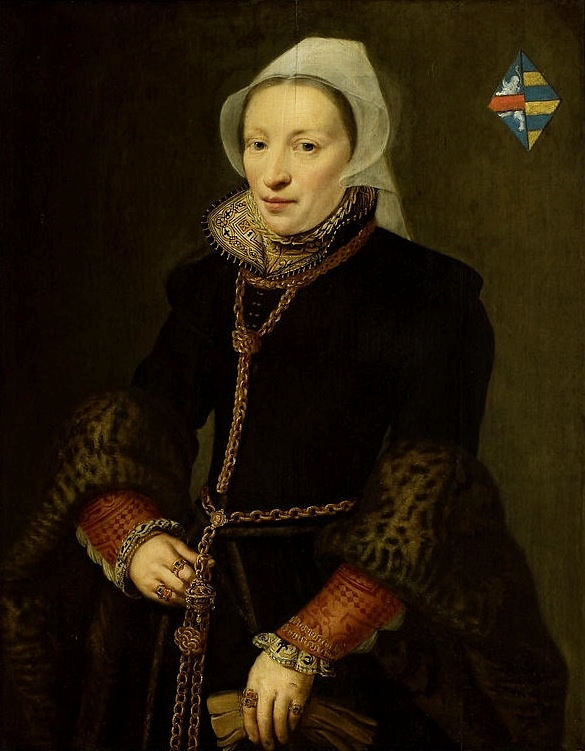
Портрет аристократки. Ок. 1545. Дерево, масло. Национальный музей, Варшава
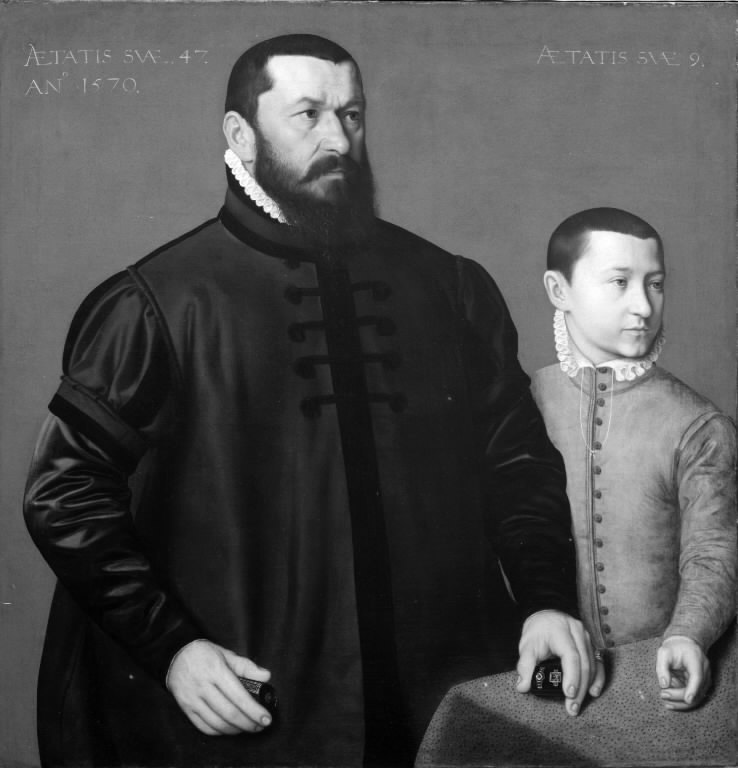
Портрет нюрнбергского ювелира и гравёра Йоханнеса Ленкера (нем.) с девятилетним сыном. 1570. Холст, масло. Чёрно-белая репродукция. Государственный музей искусств, Копенгаген.
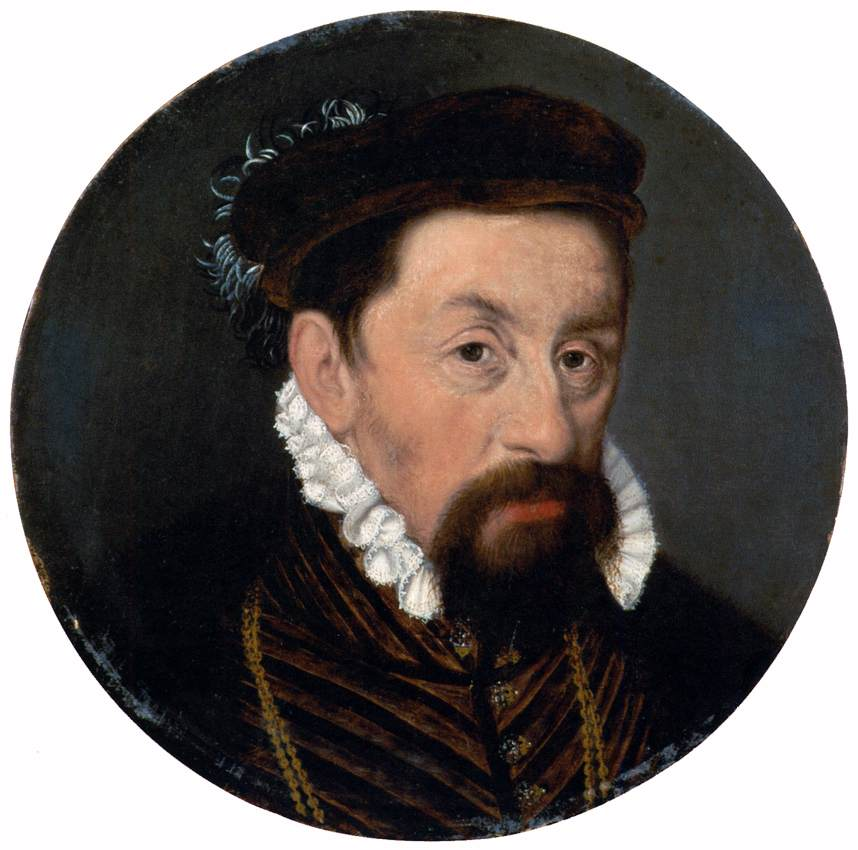
Император Максимилиан II. После 1566. Дерево, масло. Музей истории искусств, Вена
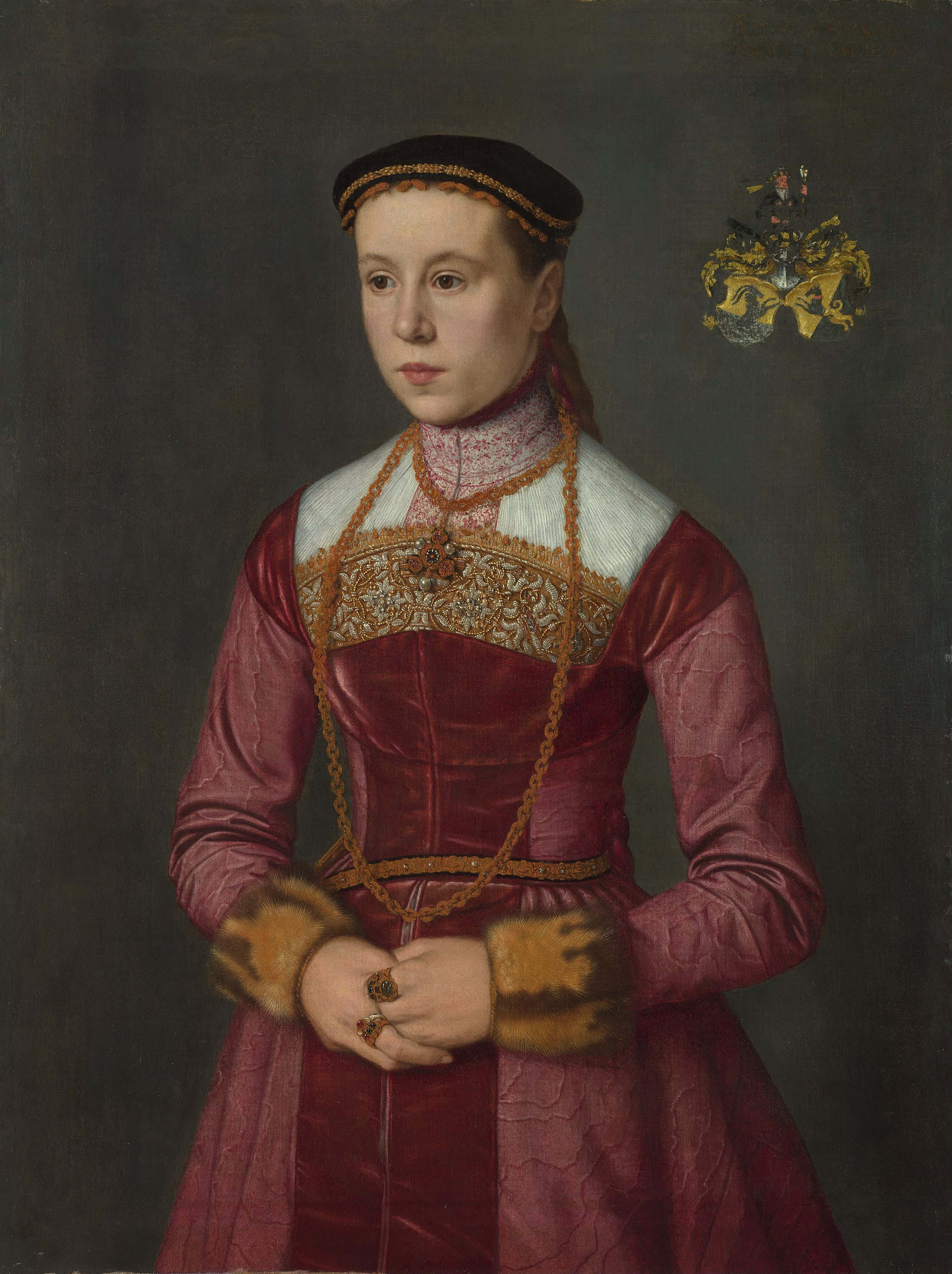
Портрет неизвестной молодой дамы. Ок. 1561. Холст, масло. Национальная галерея, Лондон